# Vic Morrow
Victor Morozoff, mais conhecido como Vic Morrow (Bronx, 14 de fevereiro de 1929 - Condado de Ventura, 23 de julho de 1982), foi um ator estadunidense. Vic Morrow era o pai das atrizes Jennifer Jason Leigh e Carrie Morrow.

## Biografia
Interrompeu os estudos aos 17 anos para se alistar na Marinha. Após o serviço militar voltou à escola, na Universidade da Flórida, para estudar Direito. Ao atuar em uma peça na escola, tomou gosto pela coisa e decidiu redirecionar seus estudos para as Artes Cênicas.
Formado, Vic Morrow assinou contrato com a MGM. Sua estreia no cinema foi no filme "Blackboard Jungle" de 1955 como um marginal de rua. O mesmo tipo de papel que ele representou no filme "King Creole" ("Balada Sangrenta" no Brasil), estrelado por Elvis Presley.

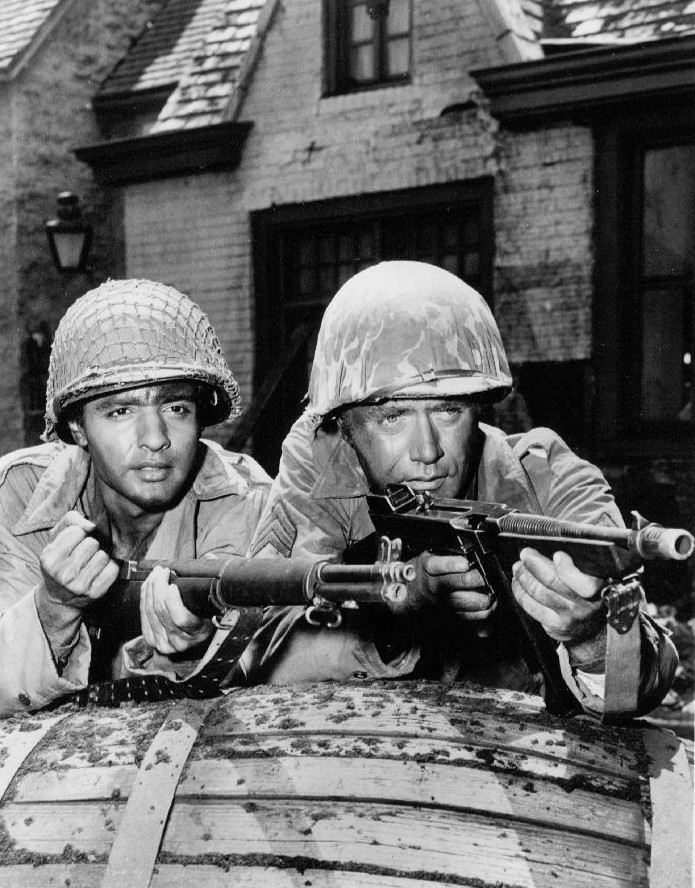
Vic Morrow (à direita) na série de TV Combat, em episódio de 1965

Nos anos 60 se tornou bastante conhecido por seu papel de sargento Chip Saunders na série de TV "Combate" (1962-1967), sobre a II Guerra Mundial, pela qual recebeu indicação para o Emmy, o prêmio para os destaques da TV americana. Também foi diretor.

## A morte de Vic
Sendo uma das mortes mais trágicas da história do cinema, tudo ocorreu em pleno set de filmagem do filme Twilight Zone: The Movie (1983), que no Brasil foi lançado como "No Limite da Realidade", uma homenagem de Steven Spielberg (o produtor) à série de suspense "Twilight Zone" ("Além da Imaginação" no Brasil), que fez um grande sucesso na televisão entre 1959 e 1964. Morrow interpretava um homem que, em uma cena de guerra, resgatava duas crianças e as levava para um helicóptero.
A filmagem ocorria normalmente até que o helicóptero foi atingido por fogos de artifício ficando fora de controle, decapitando o ator e uma das crianças (Myca Dinh Le, 7 anos). A outra (Renee Shin-Yi Chen, 6 anos) escapou das hélices, mas foi esmagada pelo helicóptero. Os seis tripulantes da aeronave sofreram ferimentos leves. As filmagens foram suspensas, o diretor John Landis e Spielberg foram processados, houve mudança nas leis trabalhistas para atores mirins, mas o filme foi lançado - sem a fatídica cena e sem as duas crianças. Foi sepultado no Hillside Memorial Park, Culver City, Califórnia no Estados Unidos.